# Fageiella patellata
Fageiella patellata is een spinnensoort in de taxonomische indeling van de hangmatspinnen (Linyphiidae).
Het dier behoort tot het geslacht Fageiella. De wetenschappelijke naam van de soort werd voor het eerst geldig gepubliceerd in 1913 door Wladislaus Kulczynski.